# Shinsakuto
De term shinsakuto wordt gebruikt voor het aanduiden van Japanse zwaarden die na de Tweede Wereldoorlog in Japan zijn gefabriceerd door nationaal erkende smeden. Het aantal shinsakuto op de markt is erg klein.
Het woord in opgebouwd uit 3 elementen :"Shin" betekent nieuw, "saku" is gemaakt en "to" is zwaard.
Andere gerelateerde woorden zijn:
- Katana: Japans samoeraizwaard
- Nihonto: Verzamelnaam voor zwaarden gemaakt in Japan door erkende smeden
- Iaito: Niet scherp oefenzwaard gemaakt van een roestvaste legering of carbonstaal voor de beoefening van de Japanse zwaardvechtkunst iaido